# Рабдом
Рабдом (англ. rhabdom) — світлочутливий елемент ока, утворений рабдомерами.
Рабдомери  — скупчення щільно упакованих мікроворсинок. Елемент сприймального апарату оматидія складних очей членистоногих (ракоподібні, павукоподібні, комахи).
Сітківка або ретина складних очей складається з окремих груп клітин, що утворюють так звані ретинули (англ. retinula). Кожна ретинула відповідає окремому вічку, або оматидію (англ. ommatidium). Всередині кожної ретинули поміщений один рабдом.
Клітини ретинули, число яких буває різне (в ракоподібних - 7, 5 або 4, у комах зазвичай 7, іноді 8 або 4, в середніх очах скорпіона - 5), розташовані зазвичай колом навколо однієї центральної осі, зайнятої рабдомом, або ж (багато комах) одна з клітин ретинули є оточена іншими.
За більш поширеним поглядом, рабдом є продуктом виділення клітин ретинули. Кожна з клітин ретинули виділяє свою частину зорової палички, у такому разі остання виявляється складеною з кількох частин (рабдомерів), розташованих таким же чином, як клітини ретинули. За іншим поглядом, рабдом — це частина внутрішнього відростка клітин, що виділяють кристалічні конуси, відростка, який проходить зверху вниз через середню частину ретинули та потім переходить в одне з волокон зорового нерва. Останнє не підтверджується, проте, новітніми спостереженнями над розвитком складних очей у вищих раків, у яких, за цими спостереженнями, клітини кристалічних конусів, хоча і доходять до основної перетинки ока, що лежить під шаром сітківки, але не переходять в нервові волокна.